# Couzon-au-Mont-d’Or
Couzon-au-Mont-d’Or település Franciaországban, Métropole de Lyon különleges státuszú nagyvárosban (métropole: nagyjából „megyei jogú város”). Lakosainak száma 2541 fő (2022. január 1.). Couzon-au-Mont-d’Or Poleymieux-au-Mont-d’Or, Rochetaillée-sur-Saône, Saint-Cyr-au-Mont-d’Or, Saint-Romain-au-Mont-d’Or, Albigny-sur-Saône, Curis-au-Mont-d’Or és Fleurieu-sur-Saône községekkel határos.

## Népesség
A település népességének változása:
| Lakosok száma | 2603 | 2608 | 2516 | 2472 | 2454 | 2455 | 2452 | 2541 |
|               | 2015 | 2016 | 2017 | 2018 | 2019 | 2020 | 2021 | 2022 |